# Cidade Invisível
Cidade Invisível é uma série de televisão brasileira de fantasia criada por Carlos Saldanha baseada em uma história desenvolvida por Raphael Draccon e Carolina Munhóz e distribuída pela Netflix. É estrelada por Marco Pigossi no papel de Eric, um policial ambiental que descobre um mundo oculto de entidades mitológicas do folclore brasileiro, enquanto busca uma conexão entre a morte de sua esposa e a misteriosa aparição de um boto-cor-de-rosa morto em uma praia do Rio de Janeiro.
A série estreou na Netflix em 5 de fevereiro de 2021. Devido ao sucesso da primeira temporada, a série foi renovada para uma segunda temporada em 2 de março de 2021, cujo chegou dia 22 de março de 2023.

## Enredo
1.ª temporada (2021)
Depois de encontrar um boto-cor-de-rosa de água doce morto em uma praia do Rio de Janeiro, o detetive Eric (Marco Pigossi), da Polícia Ambiental, se envolve em uma investigação de assassinato e descobre um mundo habitado por entidades míticas geralmente despercebidas pelos humanos. Enquanto ele investiga mortes misteriosas que refletem a de sua própria esposa, Gabriela (Julia Konrad), isso o leva a uma comunidade de entidades com poderes mágicos. Ele finalmente descobre que ele mesmo é uma meia-entidade, e o espírito do boto-cor-de-rosa, Manaus (Victor Sparapane), que ele encontrou morto no início da história, era na verdade seu pai.
Eric e seus novos compatriotas descobrem que Corpo Seco, um espírito fugitivo de um malfeitor antiambientalista morto e desaparecido, possuiu sua filha, Luna (Manu Dieguez). Corpo Seco está matando as entidades da floresta por vingança e é o responsável pela morte de Gabriela. Buscando um hospedeiro mais forte, Corpo Seco se transfere de Luna para Eric e tenta retomar sua matança. Mas Eric sacrifica sua própria vida, matando Corpo Seco, antes que o espírito maligno possa matar mais alguém.
2.ª temporada (2023)
Após um bom tempo ausente, Eric (Marco Pigossi) aparece em um santuário natural protegido por indígenas e procurado por garimpeiros, perto de Belém do Pará. Ele descobre que sua filha, Luna (Manu Dieguez), e a Cuca (Alessandra Negrini) estavam morando na região com o objetivo de trazê-lo de volta à vida. Embora queira retornar imediatamente para o Rio de Janeiro com Luna, Eric percebe que a menina tem uma missão maior a cumprir na região. Ao mesmo tempo, ao tentar protegê-la, ele se torna uma ameaça para o delicado balanço entre natureza e as entidades.

## Produção

### Escolha de elenco
Em setembro de 2019, Marco Pigossi foi anunciado como o protagonista da série, interpretando um detetive da Delegacia Ambiental. Alessandra Negrini também foi anunciada no elenco da série, interpretando uma dona de boate.
Em 2 de março de 2021, a Netflix renovou Cidade Invisivel para sua 2ª temporada. Um mês foi o suficiente para a  Netflix ver o grande potencial que a série tinha dentro da plataforma. Na sua 2ª temporada teremos a exploração de novas entidades folclóricas.

### Filmagens
As filmagens da 1.ª temporada aconteceram em Ubatuba, São Paulo e Rio de Janeiro, e foram iniciadas e finalizadas ainda em 2019.
A segunda temporada foi ambienta em Belém do Pará, locais como a Ilha do Combu, o Mercado Ver-o-Peso, e o Bosque Rodrigues Alves serviram de cenário para a série.

## Elenco
| Ator/Atriz         | Personagem                       | Temporadas | Temporadas |
| Ator/Atriz         | Personagem                       | 1ª (2021)  | 2ª (2023)  |
| ------------------ | -------------------------------- | ---------- | ---------- |
| Marco Pigossi      | Eric Alves                       |            |            |
| Alessandra Negrini | Inês da Luz/Cuca                 |            |            |
| Manu Dieguez       | Luna Alves                       |            |            |
| Jessica Córes      | Camila/Iara                      |            | —          |
| Fábio Lago         | Iberê/Curupira                   |            | —          |
| Áurea Maranhão     | Márcia Guedes                    |            | —          |
| José Dumont        | Ciço                             |            | —          |
| Jimmy London       | Arthur da Mata/Tutu Marambá      |            | —          |
| Wesley Guimarães   | Isac/Saci                        |            | —          |
| Letícia Spiller    | Matinta Perê                     | —          |            |
| Zahy Guajajara     | Débora/Maria Caninana            | —          |            |
| Tatsu Carvalho     | Castro                           | —          |            |
| Simone Spoladore   | Clarice/Mula sem cabeça          | —          |            |
| Tomás de França    | Bento/Menino-Lobo                | —          |            |
| Mestre Sebá        | Lazo/Zaori                       | —          |            |
| Rodrigo dos Santos | Padre Venâncio                   | —          |            |
| Marcos de Andrade  | Danilo                           | —          |            |
| Julia Konrad       | Gabriela Alves                   |            |            |
| Ermelinda Yepario  | Pajé Jaciara Dyorá/Jaciara       | —          |            |
| Igor Predoso       | Norato/Cobra Norato              | —          |            |
| Kay Sara           | Telma Dyorá                      | —          |            |
| Thaia Perez        | Januária Alves                   |            | —          |
| Victor Sparapane   | Manaus da Silva/Boto-cor-de-rosa |            | —          |
| Tainá Medina       | Fabiana                          |            | —          |
| Samuel de Assis    | João                             |            | —          |
| Rafael Sieg        | Ivo                              |            | —          |
| Rubens Caribé      | Afonso                           |            | —          |
| Eduardo Chagas     | Antunes/Corpo-seco               |            | —          |

### Participações especiais
- Kauã Rodriguez como Baquetá (órfão de rua que faz amizade com Isac)
- Murilo Sampaio como Barman do Cafofo
- Teca Pereira como Enfermeira (ajuda Eric a encontrar documentos sobre sua mãe)
- Nica Bonfim como moça na Lapa (ajuda Luna a encontrar a ocupação onde está Isac)

## Episódios
| Temporada | Temporada | Episódios | Episódios | Originalmente lançado  |
| --------- | --------- | --------- | --------- | ---------------------- |
|           | 1         | 7         | 7         | 5 de fevereiro de 2021 |
|           | 2         | 5         | 5         | 22 de março de 2023    |

### Primeira Temporada (2021)
| N.º na série | N.º na temp. | Título                                 | Dirigido por | Escrito por    | Exibição original      |
| --- | ------------ | -------------------------------------- | ------------ | -------------- | ---------------------- |
| 1 | 1            | "Queria muito que você estivesse aqui" | Luis Carone  | Mirna Nogueira | 5 de fevereiro de 2021 |
| Arrasado com a morte da esposa, um policial ambiental se envolve no misterioso aparecimento de um boto cor-de-rosa em uma praia do Rio de Janeiro.                    |              |                                        |              |                |                        |
| 2 | 2            | "É um caminho sem volta"               | Luis Carone  | Mirna Nogueira | 5 de fevereiro de 2021 |
| Márcia e Eric examinam um cadáver encontrado na floresta. Luna prepara uma armadilha para capturar o Saci. Inês usa seus poderes em Manaus.                           |              |                                        |              |                |                        |
| 3 | 3            | "Eles estão entre nós"                 | Luis Carone  | Mirna Nogueira | 5 de fevereiro de 2021 |
| Eric e Márcia investigam Inês, mas Ivo quer encerrar o caso. Ciço sugere a Eric que criaturas folclóricas existem. Januária se preocupa com Luna.                     |              |                                        |              |                |                        |
| 4 | 4            | "A Cuca vai pegar"                     | Julia Jordão | Mirna Nogueira | 5 de fevereiro de 2021 |
| Na Floresta do Cedro, Ciço encontra uma cena perturbadora. Eric investiga a surpreendente ligação de sua família com o caso de Manaus. Inês manda Tutu em uma missão. |              |                                        |              |                |                        |
| 5 | 5            | "Você não vai acreditar em mim"        | Julia Jordão | Mirna Nogueira | 5 de fevereiro de 2021 |
| Preocupada com o comportamento estranho de Luna, Januária pede ajuda a um curandeiro. Eric faz um ritual com Ciço para se lembrar do encontro com Manaus.             |              |                                        |              |                |                        |
| 6 | 6            | "Coisa de criança"                     | Julia Jordão | Mirna Nogueira | 5 de fevereiro de 2021 |
| Luna convence o Saci a levá-la até o Curupira. Ciço conta a Afonso sobre a maldição do Corpo Seco. Eric e os outros tentam interceptar Luna.                          |              |                                        |              |                |                        |
| 7 | 7            | "É muito maior do que a gente"         | Luis Carone  | Mirna Nogueira | 5 de fevereiro de 2021 |
| Inês consola o Curupira e Camila vai atrás de Eric, que toma uma atitude extrema para acabar de vez com a maldição.                                                   |              |                                        |              |                |                        |

## Recepção
Cidade Invisível recebeu críticas mistas a positivas. Em 14 de fevereiro, a série foi classificada como 7,3 na IMDb por mais de 1 300 avaliadores.
A crítica do Omelete ressaltou o resgate cultural de tradições populares brasileiras com a nova proeminência dada pela série, embora "possa se debater a forma como o resgate do folclore foi feito, sobretudo a escolha de ambientar a história no Rio de Janeiro e não nas regiões Norte e Nordeste". 
A Netflix não divulga números de audiência ou as avaliações feitas pelos usuários. No entanto, de acordo com o site What's on Netflix, Cidade Invisível foi o programa de TV mais popular da Netflix no Brasil, e ficou entre os 10 melhores na França, Nova Zelândia e Espanha, visto no dia 13 de fevereiro.  De acordo com Flix Patrol, a série chegou ao TOP 10 de Shows de TV da Netflix de 60 países, incluindo os EUA, permanecendo 33 dias no TOP 10 geral do Brasil.

## Prêmios e indicações
| Ano           | Premiação                                | Categoria                                 | Indicação                      | Resultado     | Ref.          |
| 1.ª temporada | 1.ª temporada                            | 1.ª temporada                             | 1.ª temporada                  | 1.ª temporada | 1.ª temporada |
| ------------- | ---------------------------------------- | ----------------------------------------- | ------------------------------ | ------------- | ------------- |
| 2021          | Prêmio F5                                | Melhor Atriz de Série                     | Alessandra Negrini             | Indicada      | [ 17 ]        |
| 2021          | Prêmio F5                                | Melhor Ator de Série                      | Marco Pigossi                  | Indicado      | [ 17 ]        |
| 2021          | Séries em Cena Awards                    | Melhor Série Nacional                     | Carlos Saldanha                | Indicado      | [ 18 ]        |
| 2021          | Séries em Cena Awards                    | Melhor Ator em Série Nacional             | Fábio Lago                     | Indicado      | [ 18 ]        |
| 2021          | Séries em Cena Awards                    | Melhor Ator em Série Nacional             | Marco Pigossi                  | Venceu        | [ 18 ]        |
| 2021          | Séries em Cena Awards                    | Melhor Atriz em Série Nacional            | Alessandra Negrini             | Indicada      | [ 18 ]        |
| 2021          | Séries em Cena Awards                    | Personagem Favorito em Série de Streaming | Alessandra Negrini (como Inês) | Indicada      | [ 18 ]        |
| 2021          | Prêmio Notícias da TV                    | Melhor Série Nacional                     | Carlos Saldanha                | Indicado      | [ 19 ]        |
| 2021          | Prêmio Notícias da TV                    | Melhor Ator ou Atriz de Série             | Alessandra Negrini             | Indicada      | [ 19 ]        |
| 2021          | Prêmio Notícias da TV                    | Melhor Ator ou Atriz de Série             | Marco Pigossi                  | Indicado      | [ 19 ]        |
| 2021          | Prêmio ABC de Cinematografia             | Melhor Fotografia em Programa de TV       | Glauco Firpo e Kauê Zilli      | Indicado      | [ 20 ]        |
| 2021          | Prêmio ABC de Cinematografia             | Melhor Direção de Arte Série de TV        | Fábio Goldfarb                 | Indicado      | [ 20 ]        |
| 2021          | Prêmio Jovem Brasileiro                  | Melhor Programa                           | Carlos Saldanha                | Indicado      | [ 21 ]        |
| 2021          | Prêmio Jovem Brasileiro                  | Melhor Ator                               | Marco Pigossi                  | Indicado      | [ 21 ]        |
| 2021          | Prêmio APCA de Televisão                 | Melhor Seriado                            | Carlos Saldanha                | Indicado      | [ 22 ] [ 23 ] |
| 2021          | Prêmio APCA de Televisão                 | Melhor Ator                               | Marco Pigossi                  | Indicado      | [ 22 ] [ 23 ] |
| 2022          | Prêmio ABRA de Roteiro                   | Melhor Roteiro de Série de Ficção - Drama | Carlos Saldanha                | Indicado      | [ 24 ]        |
| 2.ª temporada |                                          |                                           |                                |               |               |
| 2024          | Prêmio Grande Otelo do Cinema Brasileiro | Melhor Atriz de Série de Ficção           | Alessandra Negrini             | Indicada      | [ 25 ]        |